# Parafia św. Michała Archanioła w Czernicy
Parafia św. Michała Archanioła w Czernicy – parafia rzymskokatolicka w dekanacie Jelenia Góra Zachód w diecezji legnickiej. Obsługiwana przez księży archidiecezjalnych. Erygowana w 1958 z podziału parafii św. Mikołaja w Siedlęcinie.